# Ascogaster klugii
Ascogaster klugii är en stekelart som först beskrevs av Christian Gottfried Daniel Nees von Esenbeck 1816.  Ascogaster klugii ingår i släktet Ascogaster och familjen bracksteklar. Arten är reproducerande i Sverige. Inga underarter finns listade.